# Eleições regionais na Catalunha em 1988
As eleições regionais na Catalunha em 1988 foram realizadas a 29 de Maio e, serviram para eleger os 135 deputados ao Parlamento Regional.
Os resultados deram a terceira vitória consecutiva à Convergência e União, liderada por Jordi Pujol, ao conquistar 45,7%. Importa referir, que a CiU voltou a repetir a maioria absoluta conquistada em 1984.

## Resultados Oficiais
| Partido                 | Partido                              | Votos     | %               | +/-   | Deputados | +/-   |
| ----------------------- | ------------------------------------ | --------- | --------------- | ----- | --------- | ----- |
|                         | Convergência e União                 | 1 232 514 | 45,72 / 100,00  | 1,08  | 69 / 135  | 3     |
|                         | Partido dos Socialistas da Catalunha | 802 828   | 29,78 / 100,00  | 0,36  | 42 / 135  | 1     |
|                         | Iniciativa pela Catalunha            | 209 211   | 7,76 / 100,00   | 1,46  | 9 / 135   | 3     |
|                         | Aliança Popular                      | 143 241   | 5,31 / 100,00   | 2,39  | 6 / 135   | 5     |
|                         | Esquerda Republicana da Catalunha    | 111 647   | 4,14 / 100,00   | 0,27  | 6 / 135   | 1     |
|                         | Centro Democrático e Social          | 103 351   | 3,83 / 100,00   | Novo  | 3 / 135   | Novo  |
|                         | Outros                               | 74 197    | 2,81 / 100,00   |       | 0 / 135   |       |
| Votos Inválidos         | Votos Inválidos                      | 30 696    | 1,14 / 100,00   | 0,13  |           |       |
| Total                   | Total                                | 2 709 685 | 100,00 / 100,00 |       | 135 / 135 |       |
| Eleitorado/Participação | Eleitorado/Participação              | 4 550 669 | 59,37 / 100,00  | 4,99  |           |       |
| Fonte                   | Fonte                                | [ 2 ]     | [ 2 ]           | [ 2 ] | [ 2 ]     | [ 2 ] |

## Resultados por Províncias
| Província | %     | D   | %     | D   | %    | D  | %    | D  | %    | D   | %    | D   | D   | Votantes  |
| Província | CiU   | CiU | PSC   | PSC | IC   | IC | AP   | AP | ERC  | ERC | CDS  | CDS | D   | Votantes  |
| --------- | ----- | --- | ----- | --- | ---- | -- | ---- | -- | ---- | --- | ---- | --- | --- | --------- |
| Barcelona | 43,60 | 39  | 31,38 | 28  | 8,82 | 8  | 5,23 | 4  | 3,71 | 3   | 3,85 | 3   | 85  | 2 060 241 |
| Girona    | 56,27 | 11  | 23,63 | 5   | 3,90 | -  | 3,72 | -  | 5,49 | 1   | 3,18 | -   | 17  | 242 064   |
| Lérida    | 53,81 | 9   | 23,05 | 4   | 3,58 | -  | 6,18 | 1  | 5,90 | 1   | 4,29 | -   | 15  | 170 739   |
| Tarragona | 47,57 | 10  | 26,96 | 5   | 5,48 | 1  | 7,06 | 1  | 5,26 | 1   | 4,04 | -   | 18  | 236 641   |
| Catalunha | 45,72 | 69  | 29,78 | 42  | 7,76 | 9  | 5,31 | 6  | 4,14 | 6   | 3,83 | 3   | 135 | 2 709 685 |

### Barcelona
| Partido                 | Partido                              | Votos     | %               | +/-  | Deputados | +/-     |
| ----------------------- | ------------------------------------ | --------- | --------------- | ---- | --------- | ------- |
|                         | Convergência e União                 | 894 120   | 43,60 / 100,00  | 0,74 | 39 / 85   | 2       |
|                         | Partido dos Socialistas da Catalunha | 643 535   | 31,38 / 100,00  | 0,89 | 28 / 85   | 1       |
|                         | Iniciativa pela Catalunha            | 180 872   | 8,82 / 100,00   | 1,17 | 8 / 85    | 3       |
|                         | Aliança Popular                      | 107 217   | 5,23 / 100,00   | 2,33 | 4 / 85    | 3       |
|                         | Centro Democrático e Social          | 78 927    | 3,85 / 100,00   | Novo | 3 / 85    | Novo    |
|                         | Esquerda Republicana da Catalunha    | 76 099    | 3,71 / 100,00   | 0,38 | 3 / 85    | Estável |
|                         | Outros                               | 57 798    | 2,82 / 100,00   |      | 0 / 85    |         |
| Votos Inválidos         | Votos Inválidos                      | 21 673    | 1,06 / 100,00   | 0,10 |           |         |
| Total                   | Total                                | 2 060 241 | 100,00 / 100,00 |      | 85 / 85   |         |
| Eleitorado/Participação | Eleitorado/Participação              | 3 516 800 | 58,58 / 100,00  | 5,28 |           |         |

### Girona
| Partido                 | Partido                              | Votos   | %               | +/-  | Deputados | +/-     |
| ----------------------- | ------------------------------------ | ------- | --------------- | ---- | --------- | ------- |
|                         | Convergência e União                 | 135 146 | 56,27 / 100,00  | 3,37 | 11 / 17   | Estável |
|                         | Partido dos Socialistas da Catalunha | 56 765  | 23,63 / 100,00  | 2,13 | 5 / 17    | 1       |
|                         | Esquerda Republicana da Catalunha    | 13 175  | 5,49 / 100,00   | 0,66 | 1 / 17    | Estável |
|                         | Iniciativa pela Catalunha            | 9 363   | 3,90 / 100,00   | 1,77 | 0 / 17    | Estável |
|                         | Aliança Popular                      | 8 941   | 3,72 / 100,00   | 1,87 | 0 / 17    | 1       |
|                         | Centro Democrático e Social          | 7 631   | 3,18 / 100,00   | Novo | 0 / 17    | Novo    |
|                         | Outros                               | 7 445   | 3,12 / 100,00   |      | 0 / 17    |         |
| Votos Inválidos         | Votos Inválidos                      | 3 598   | 1,49 / 100,00   | 0,29 |           |         |
| Total                   | Total                                | 242 064 | 100,00 / 100,00 |      | 17 / 17   |         |
| Eleitorado/Participação | Eleitorado/Participação              | 368 848 | 65,63 / 100,00  | 4,21 |           |         |

### Lérida
| Partido                 | Partido                              | Votos   | %               | +/-  | Deputados | +/-     |
| ----------------------- | ------------------------------------ | ------- | --------------- | ---- | --------- | ------- |
|                         | Convergência e União                 | 91 381  | 53,81 / 100,00  | 3,91 | 9 / 15    | 1       |
|                         | Partido dos Socialistas da Catalunha | 39 144  | 23,05 / 100,00  | 2,68 | 4 / 15    | 1       |
|                         | Aliança Popular                      | 10 487  | 6,18 / 100,00   | 2,66 | 1 / 15    | Estável |
|                         | Esquerda Republicana da Catalunha    | 10 014  | 5,90 / 100,00   | 0,19 | 1 / 15    | Estável |
|                         | Centro Democrático e Social          | 7 285   | 4,29 / 100,00   | Novo | 0 / 15    | Novo    |
|                         | Iniciativa pela Catalunha            | 6 080   | 3,58 / 100,00   | 2,04 | 0 / 15    | Estável |
|                         | Outros                               | 4 136   | 2,42 / 100,00   |      | 0 / 15    |         |
| Votos Inválidos         | Votos Inválidos                      | 2 212   | 1,30 / 100,00   | 0,26 |           |         |
| Total                   | Total                                | 170 739 | 100,00 / 100,00 |      | 15 / 15   |         |
| Eleitorado/Participação | Eleitorado/Participação              | 278 950 | 61,21 / 100,00  | 3,39 |           |         |

### Tarragona
| Partido                 | Partido                              | Votos   | %               | +/-  | Deputados | +/-     |
| ----------------------- | ------------------------------------ | ------- | --------------- | ---- | --------- | ------- |
|                         | Convergência e União                 | 111 867 | 47,57 / 100,00  | 0,58 | 10 / 18   | Estável |
|                         | Partido dos Socialistas da Catalunha | 63 384  | 26,96 / 100,00  | 0,28 | 5 / 18    | Estável |
|                         | Aliança Popular                      | 16 596  | 7,06 / 100,00   | 3,19 | 1 / 18    | 1       |
|                         | Iniciativa pela Catalunha            | 12 896  | 5,48 / 100,00   | 3,06 | 1 / 18    | Estável |
|                         | Esquerda Republicana da Catalunha    | 12 359  | 5,26 / 100,00   | 0,64 | 1 / 18    | 1       |
|                         | Centro Democrático e Social          | 9 508   | 4,04 / 100,00   | Novo | 0 / 18    | Novo    |
|                         | Outros                               | 6 818   | 2,90 / 100,00   |      | 0 / 18    |         |
| Votos Inválidos         | Votos Inválidos                      | 3 213   | 1,36 / 100,00   | 0,01 |           |         |
| Total                   | Total                                | 236 641 | 100,00 / 100,00 |      | 18 / 18   |         |
| Eleitorado/Participação | Eleitorado/Participação              | 399 791 | 59,19 / 100,00  | 4,45 |           |         |

## Resultados por Comarcas
Os resultados apresentados referem-se aos partidos que obtiveram, no mínimo, 1,00% dos votos:
| Comarca           | %     | %     | %     | %     | %     | %    |
| Comarca           | CiU   | PSC   | IC    | AP    | ERC   | CDS  |
| ----------------- | ----- | ----- | ----- | ----- | ----- | ---- |
| Alt Camp          | 55,93 | 24,62 | 3,56  | 3,60  | 7,21  | 2,20 |
| Alt Empordà       | 54,09 | 24,78 | 2,24  | 4,68  | 5,87  | 3,96 |
| Alt Penedès       | 53,88 | 26,70 | 3,91  | 3,66  | 6,85  | 2,12 |
| Alt Urgell        | 64,74 | 13,89 | 2,59  | 4,82  | 3,87  | 2,88 |
| Alta Ribagorça    | 48,04 | 33,21 | 3,19  | 2,76  | 4,96  | 3,43 |
| Anoia             | 54,88 | 27,79 | 3,50  | 3,92  | 5,11  | 2,08 |
| Bages             | 57,09 | 24,76 | 5,26  | 2,60  | 5,37  | 2,41 |
| Baix Camp         | 49,54 | 27,44 | 4,47  | 5,04  | 5,41  | 4,05 |
| Baix Ebre         | 48,13 | 24,42 | 4,57  | 12,86 | 3,11  | 3,92 |
| Baix Empordà      | 53,95 | 27,33 | 3,99  | 2,89  | 4,87  | 3,21 |
| Baix Llobregat    | 31,23 | 41,87 | 12,40 | 3,63  | 2,47  | 4,71 |
| Baix Penedès      | 49,48 | 32,78 | 3,10  | 3,60  | 3,91  | 3,92 |
| Barcelonès        | 42,82 | 30,16 | 8,93  | 6,65  | 3,52  | 4,35 |
| Berguedà          | 63,59 | 19,63 | 3,20  | 3,08  | 6,21  | 1,69 |
| Cerdanha          | 62,56 | 18,75 | 1,32  | 4,45  | 6,46  | 2,52 |
| Conca de Barberà  | 58,22 | 18,27 | 5,57  | 5,71  | 6,21  | 2,58 |
| Garraf            | 41,95 | 32,23 | 9,32  | 3,90  | 4,43  | 5,23 |
| Garrigues         | 52,66 | 21,97 | 4,88  | 6,20  | 9,17  | 2,93 |
| Garrotxa          | 62,15 | 19,12 | 3,19  | 3,67  | 5,96  | 2,74 |
| Gironès           | 50,65 | 26,53 | 5,01  | 4,47  | 5,78  | 3,48 |
| Maresme           | 51,36 | 27,95 | 5,70  | 5,02  | 4,01  | 2,85 |
| Montsià           | 47,79 | 25,68 | 9,18  | 5,73  | 3,69  | 5,15 |
| Noguera           | 59,42 | 18,27 | 3,56  | 6,11  | 6,92  | 3,00 |
| Osona             | 66,05 | 14,31 | 3,89  | 3,07  | 8,64  | 1,29 |
| Pallars Jussà     | 60,07 | 19,27 | 3,77  | 2,86  | 5,77  | 5,46 |
| Pallars Sobirà    | 55,25 | 19,06 | 2,91  | 2,73  | 8,77  | 4,19 |
| Pla de l'Estany   | 63,78 | 15,35 | 3,03  | 3,78  | 6,17  | 4,12 |
| Pla d'Urgell      | 55,51 | 21,77 | 2,32  | 7,31  | 7,51  | 2,82 |
| Priorat           | 50,37 | 24,03 | 6,10  | 5,40  | 9,27  | 1,87 |
| Ribera d'Ebre     | 48,03 | 19,97 | 6,45  | 6,14  | 14,19 | 2,16 |
| Ripollès          | 61,99 | 21,01 | 4,12  | 2,14  | 5,54  | 2,19 |
| Segarra           | 69,34 | 8,99  | 2,15  | 4,92  | 6,73  | 5,57 |
| Segrià            | 44,22 | 30,04 | 4,53  | 7,29  | 4,51  | 5,71 |
| Selva             | 60,04 | 21,56 | 4,68  | 3,04  | 4,65  | 2,47 |
| Solsonès          | 69,20 | 9,21  | 1,47  | 6,83  | 7,18  | 2,42 |
| Tarragonès        | 40,76 | 31,22 | 6,21  | 7,86  | 4,23  | 5,20 |
| Terra Alta        | 50,93 | 16,04 | 4,95  | 18,05 | 6,28  | 1,97 |
| Urgell            | 63,87 | 16,03 | 2,34  | 4,59  | 8,13  | 2,42 |
| Vale de Aran      | 60,86 | 23,12 | 1,83  | 5,06  | 1,23  | 3,86 |
| Vallès Occidental | 38,45 | 36,30 | 11,75 | 3,63  | 2,98  | 3,56 |
| Vallès Oriental   | 48,58 | 31,95 | 6,40  | 3,86  | 3,33  | 2,69 |
| Catalunha         | 45,72 | 29,78 | 7,76  | 5,31  | 4,14  | 3,83 |